# Tammy Lynn Sytch
Tamara Lynn Sytch (Matawan, 7 de diciembre de 1972), conocida como Sunny, es una expersonalidad de lucha libre profesional estadounidense.
Sytch fue introducida a la industria de la lucha libre profesional por su novio Chris Candido, y debutó en el territorio de Smoky Mountain Wrestling (SMW) a principios de los años noventa. Durante la segunda mitad de la antedicha década, ganó fama dentro de World Wrestling Federation (WWF, hoy WWE) como Sunny, convirtiéndose en una de las figuras más populares de la compañía durante la Nueva Generación y principios de la Attitude Era. WWE considera ampliamente a Sunny como su primera Diva, un término retirado en 2016 que fue utilizado por la empresa para referirse a su talento femenino, y America Online la nombró como la celebridad más descargada en Internet en 1996. Después de dejar WWF en 1998, apareció junto a Candido en Extreme Championship Wrestling (ECW) y World Championship Wrestling (WCW). Después de la muerte de Candido en 2005, Sytch estuvo activa en el circuito independiente hasta que se retiró en 2018. Considerada como una de las mejores mánagers en la historia de WWE, fue inducida al WWE Hall of Fame en 2011.
Desde 2012, Sytch ha sido arrestada y encarcelada en varias veces, incluidos varios arrestos por conducir en estado de ebriedad. En noviembre de 2023, fue condenada a diecisiete años de prisión por manejar en estado de ebriedad y cargos relacionados con homicidio preterintencional, derivados de un incidente ocurrido en mayo de 2022. Aunque elogiada por haber «redefinido el papel de la mujer en WWE», varios comentaristas han notado cómo sus controversias personales han impactado su legado.

## Primeros años
Tamara Lynn Sytch nació el 7 de diciembre de 1972 en Matawan, Nueva Jersey, en el seno de una familia estricta de origen estadounidense y ruso, con un padre retirado de la Armada de los Estados Unidos. En 1990, se graduó de la escuela secundaria Cedar Ridge, localizada en el municipio de Old Bridge, Nueva Jersey. Al ingresar a Smoky Mountain Wrestling en 1993, su historia ficticia «en personaje» la presentó como si hubiera estudiado pre-derecho en el Wellesley College, ubicado en Massachusetts. Luego cambió a pre-medicina en la Universidad de Tennessee, con la ambición de ser cirujana plástica u ortopédica. Durante su primer año de universidad, trabajó como fotógrafa independiente.

## Carrera

### Smoky Mountain Wrestling (1992-1995)
Sytch comenzó viajando con su novio Chris Candido para ganar algo de dinero extra. A finales de 1992, firmó un contrato de seis meses con Smoky Mountain Wrestling. Hizo su debut por primera vez en pantalla como Tammy Fytch en 1993. Apareció como heel, con un gimmick de una chica que idolatraba a Hillary Clinton. Amenazó con presentar una demanda por discriminación sexual a la empresa, debido a la falta de cargos importantes que se ofrecen a las mujeres. Ella logró el Campeonato Mundial Peso Pesado y empezó a acompañar Candido en sus luchas. Tanto Sytch como Candido, sin embargo, salieron de la empresa a principios de 1995 ya que le ofrecieron un contrato con World Wrestling Federation.

### World Wrestling Federation (1995-1998)
A finales de 1994, Sytch firmó un contrato con la WWF, y comenzó a aparecer como Tamara Murphy, comentarista de "Live Events News" segmentos durante los programas de la WWF. Un mes más tarde, se unió a la WWF Candido, y el dúo comenzó apareciendo como Sunny y Skip, conocidos como los malvados fanáticos de la aptitud, The Bodydonnas. Más tarde, Zip se unió al dúo, y Sunny se declaró su mánager. Más tarde, cuando ganaron el Campeonato en Parejas en WrestleMania XII. En 1996, ganó el Pro Wrestling Illustrated como la Mánager del Año. Poco tiempo después se declaró como mánager de Faarooq Asaad, ayudándole en su lucha por Campeonato Intercontinental de la WWF contra Marc Mero y su mánager Sable. Mientras tanto, Candido dejó WWF para irse a Extreme Championship Wrestling. En 1998, Sunny se convirtió brevemente en la mánager de The Road Warriors como parte de Legion of Doom 2000. En julio de 1998, fue liberada de su contrato con la empresa.

### Extreme Championship Wrestling (1998-1999)
Hizo su debut en ECW, cuatro días después de su liberación en la WWF. Debutó como Tammy Lynn Sytch ayudando a Candido para que ganase a Lance Storm. En septiembre, Dawn Marie se hizo pasar por "Tammy Lynn Bytch", una parodia de Sunny. A finales de 1999, ella y Candido abandonaron la compañía tras no querer renovar su contrato.

### World Championship Wrestling (2000)
Después de aparecer en Xtreme Pro Wrestling (XPW) a principios de 2000, tanto Sytch como Candido firmaron con World Championship Wrestling (WCW). Candido debutó en marzo de ese año, y Sytch un mes después en Spring Stampede, ayudándolo a ganar el Campeonato Crucero de WCW en un combate contra The Artist Formerly Known as Prince Iaukea. En consecuencia, ella inició un feudo con Paisley, la mánager de Iaukea. La rivalidad, que tuvo corta duración, llegó a su fin en Slamboree, cuando The Artist y Paisley desvistieron a Sytch y revelaron su ropa interior después de que Candido derrotara a The Artist en un combate individual. Sytch y Candido luego iniciaron otro breve feudo con Crowbar y Daffney. Posteriormente, Candido perdió su título, lo que marcó el final de la carrera de la pareja con la compañía. Como en el pasado, la salida de Sytch estuvo rodeada de rumores en torno al abuso de drogas.

### Circuito Independiente (2000-2018)
Después de la muerte de Candido, no pasó mucho tiempo para que Sytch volviese a participar regularmente en el circuito independiente de nuevo. Sytch hizo apariciones como árbitro de NWS World Wrestling en mayo de 2005 y asistió al funeral de Candido el 4 de junio de 2005. El 22 de diciembre de 2007, Sytch ganó su primer campeonato, el Campeonato Femenino de la WSU, después de derrotar a la excampeona Alicia en Lake Hiawatha, Nueva Jersey. Sytch hizo una aparición en un Ring of Honor el 29 de diciembre de 2007 realizado en la ciudad de Nueva York, sentada en primera fila durante una lucha no titular entre Sara Del Rey y Lacey.
Una semana después de ser liberada de la cárcel en octubre de 2018, Sytch anunció a través de Facebook que tomaría bookeos para lo que, según ella, serían sus últimos nueve a doce meses de apariciones antes de retirarse para llevar una vida privada.

### Apariciones en WWE (2007, 2009, 2011)

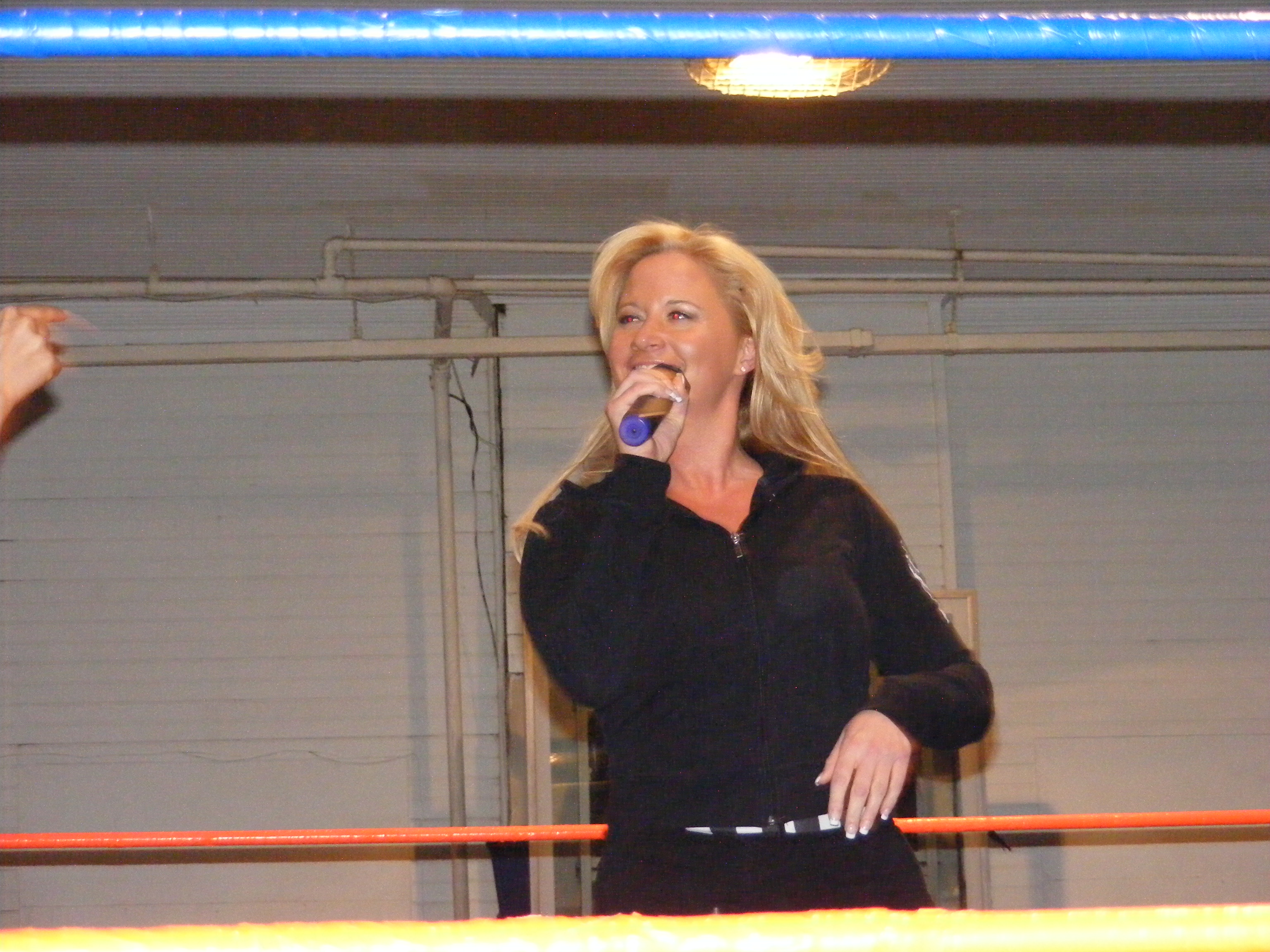
Sytch, en 2009

Sytch hizo una aparición sorpresa en el 15º Aniversario de Raw. Estuvo involucrada en un segmento con Vince McMahon, Stephanie McMahon, Shane McMahon, Triple H, Hornswoggle, Melina y la WWE Hall of Famer Mae Young. En ese tiempo, fue reconocida oficialmente como la Diva original de WWE. Sunny, una vez más, catalogada como una de las leyendas que hacían su regresó, participó en WrestleMania XXV el 5 de abril de 2009, luchando en el 25-Diva battle royal que tenía como objetivo coronar a la «Miss WrestleMania», pero fue eliminada por Beth Phoenix. El 2 de abril de 2011, fue inducida al WWE Hall of Fame por el entonces roster completo de Divas.

## Animadora para adultos
Sytch ha afirmado que, en 1997, Playboy se le acercó y le ofreció una suma de seis cifras por posar desnuda para la revista. Ella declaró que rechazó la oferta porque no se sentía emocionalmente preparada para hacer algo así. Rena «Sable» Mero, con quien Sytch tenía animosidad en la vida real, cuestionó su afirmación sobre que alguien se le acercó para una posible sesión de fotos.
Sin embargo, de 2001 a 2003, Sytch posó regularmente desnuda para Wrestling Vixxxens, un sitio web para adultos administrado por Missy Hyatt. En años posteriores, comentó que se arrepintió de haber participado en el sitio debido al dinero que afirmó que nunca recibió, así como por las acciones sexuales que algunas de las otras modelos realizaron en sus propias sesiones de fotos y videos.
En 2016, Vivid Entertainment lanzó una película pornográfica con Sytch titulada Sunny Side Up: In Through the Backdoor.
Después de salir de prisión en 2020, Sytch creó una cuenta OnlyFans para subir contenido para adultos.

## Vida personal
Sytch estudio en la misma escuela secundaria en la que su novio a largo tiempo, Chris Candido, también lo hacía, quien sería el que la introduciría a la industria de la lucha libre profesional. Se desempeñó como mánager regular de Candido a lo largo de su carrera, hasta su muerte en 2005. En 2007, entró nuevamente a la escuela, estudiando Tecnología Médica.
Asegura haber tenido una relación de nueve meses con Shawn Michaels, a finales de la década de los noventa. Era amiga de Bret Hart y entretenía a sus hijos cada vez que iban con él de gira. En un episodio de Raw emitido a mediados de 1997, Michaels acusó a Hart de tener una aventura con Sytch; la promo de los «días soleados» contribuyó en gran medida a la animosidad en la vida real entre los dos hombres, hasta el punto en que eventualmente tendrían una pelea en backstage varias semanas después. Sytch abandonó WWE la noche posterior al Survivor Series de ese año, esto después de que el dueño de la WWF Vince McMahon traicionara a Hart, quien se iba a ir inminentemente al competidor principal de la empresa, WCW, aunado al hecho de que en ese mismo evento Hart perdió el WWF Championship en un incidente no guionizado conocido como el Montreal Screwjob.
En 2001, fue trasladada de urgencia al hospital después de que se le reventó el apéndice, por lo que requirió retirarse un tiempo de la lucha libre de la lucha libre para poder sanar. Mientras estaba en la cárcel en 2013, Sytch comentó que le diagnosticaron cáncer cervical, pero se sometió a una histerectomía y luego fue diagnosticada como libre de cáncer.
El 4 de febrero de 2016, lanzó una autobiografía titulada, A Star Shattered: The Rise & Fall & Rise of Wrestling Diva.

## Problemas legales
En 2012, Sytch fue arrestada cinco veces en un lapso de cuatro semanas, por alteración del orden público, robo en tercer grado, y tres cargos de violación de una orden de protección. Fue arrestada por sexta vez en enero de 2013, también por violar una orden de protección. Cumplió 114 días en una cárcel de Connecticut, y fue liberada en mayo de 2013..
A lo largo de mayo y junio de 2015, fue arrestada tres veces en Pensilvania por conducir en estado de ebriedad. Sytch se declaró culpable de los tres cargos en enero de 2016. Un juez la condenó a 90 días de cárcel el 18 de agosto, pero contó sus 97 días en rehabilitación como tiempo cumplido. Sin embargo, fue acusada de violar su libertad condicional en septiembre, lo que la llevó a permanecer en la cárcel hasta el 3 de febrero de 2017.
Mientras estaba en libertad condicional, Sytch fue arrestada en Nueva Jersey por dos cargos al manejar en estado de ebriedad el 23 de enero y el 2 de febrero de 2018, y también fue acusada de huir de la escena de un accidente en relación con el arresto del 2 de febrero. Después de no comparecer ante el tribunal en ninguno de los casos, fue arrestada el 27 de febrero de 2018 por dos cargos como fugitiva de la justicia, y seis por desacato al tribunal, y fue internada en la Institución Correccional del Condado de Monmouth. Mientras la procesaban se descubrió que se encontraba prófuga de la justicia debido a que su libertad condicional en Pensilvania fue revocada en agosto de 2017. Posteriormente, fue extraditada a Pensilvania el 23 de marzo, y permaneció en el Centro Correccional del Condado de Carbon en Nesquehoning, hasta que obtuvo la libertad condicional el 9 de octubre de 2018.
Se emitió una orden judicial para Sytch en Pensilvania el 15 de febrero de 2019, y el Departamento de Libertad Condicional del Condado de Carbon presentó una moción para revocar su libertad condicional de octubre de 2018. Fue arrestada en Seaside Heights, Nueva Jersey más tarde ese mes por manejar en estado de ebriedad y otros delitos de manejo y posteriormente puesta bajo la custodia del Departamento de Policía de Holmdel después de que se descubrió que tenía órdenes de arresto pendientes tanto en Holmdel Township como en Knowlton Township, Nueva Jersey. Fue acusada de desacato al tribunal en ambas órdenes de arresto. El 20 de marzo, fue extraditada del condado de Monmouth al centro correccional del condado de Carbon para abordar sus cargos en Pensilvania. Tras estar más de un año en prisión, Sytch fue liberada el 25 de febrero de 2020.
El 13 de julio de 2020, fue arrestada por presuntamente eludir a un oficial de policía, con desacato/violación de una orden de restricción por violencia doméstica, y por operar un vehículo motorizado durante una segunda suspensión de licencia. Estuvo detenida en la Institución Correccional del Condado de Monmouth, y fue puesta en libertad el 9 de junio de 2021, por orden judicial.
Sytch fue arrestado nuevamente 13 de enero de 2022 en Keansburg, Nueva Jersey, por posesión ilegal de un arma y amenazas terroristas. La ingresaron a la Institución Correccional del Condado de Monmouth, pero la liberaron al día siguiente después de que se le ordenara registrarse semanalmente con el tribunal. Los cargos se derivaron de un incidente en el que supuestamente amenazó con asesinar a una «pareja íntima» con unas tijeras. En caso de ser declarada culpable, se enfrenta a 11 años de prisión. Fue arrestada nuevamente un mes después en Keansburg y acusada de 11 delitos de manejo, incluido uno por conducir en estado de ebriedad.
El 25 de marzo de 2022, estuvo involucrada en un accidente automovilístico fatal, ocurrido en el condado de Volusia, Florida, donde mató a un hombre de 75 años. Según un informe policial del Departamento de Policía de Ormond Beach, Sytch conducía un Mercedes-Benz 2012 cuando se estrelló contra la parte trasera de un Kia Sorento 2013 que se había detenido en un semáforo. Los testigos le dijeron a la policía que Sytch conducía a alta velocidad cuando chocó contra el Kia Sorento. Fue transportada al hospital con heridas desconocidas y se tomó una muestra de su sangre para analizarla. En mayo, fue arrestada por conducir en estado de ebriedad y por cargos relacionados con homicidio involuntario después de que los informes de toxicología descubrieran que su contenido de alcohol en la sangre era aproximadamente 3,5 veces el límite legal cuando ocurrió el accidente automovilístico. Después de ser liberada inicialmente luego de pagar una fianza de $227,500, un juez la consideró un peligro para la comunidad y revocó su fianza seis días después, siendo nuevamente llevada a prisión. El 16 de agosto de 2023, Sytch no contestó a los cargos. El 27 de noviembre, fue sentenciada a diecisiete años y medio de prisión, y ocho años de libertad condicional, con crédito por los 566 días que ya pasó en la cárcel. Su fecha tentativa de liberación esta pactada hasta diciembre de 2039. En febrero de 2024, fue transferida del Centro de Recepción de Florida Central de Orlando, a la Institución Correccional de Lowell en el Condado de Marion.

## Legado
Sytch se hizo conocida como la primera Diva de WWE después de su carrera en la década de 1990. En ese tiempo, la portada de la revista Raw Magazine de 1996, en la que posó usando un bikini, logró un número récord en ventas. Su popularidad se expandió más allá de la lucha libre profesional, ya que America Online la consideró como la mujer más descargada ese mismo año. Según de acuerdo a Slam! Wrestling, los emparejamientos de Sytch con los Smokin' Gunns y los Godwin la convirtieron en una «villana odiada, pero una de las personalidades más populares de WWE».
WWE la describió como «la persona que redefinió el papel de la mujer en WWE», agregando: «no era solo una modelo de bikini sin cerebro o una mánager vivaz en el ringside. Era una modelo, una mánager que hablaba rápido y podía atacar cuando lo necesitaba. En resumen, era sexy, inteligente y poderosa». En una entrevista exclusiva realizada por WWE en 2007 durante el 15.º aniversario de Monday Night Raw, el miembro del WWE Hall of Fame Mick Foley comentó: «Sunny fue en realidad la pionera, y luego tienes a un montón de personas caminando por ese sendero que ella msima creó». En 2011, Natalya Neidhart dijo: antes de ella estuvieron Miss Elizabeth, Sensational Sherri, y The Fabulous Moolah, y luego está Sunny, quien fue una pionera en su tiempo". Por sus contribuciones a la promoción, fue inducida al WWE Hall of Fame en 2011. En 2021, WWE Network la honró al nombrarla como una de las mujeres que tuvo un gran impacto en la historia de WWE.
El columnista de The Post and Courier, Mike Mooneyham, describió a Sytch como «cautivadora de audiencias durante su tiempo en el negocio», pero que «el abuso de sustancias y el drama entre bastidores, y los problemas legales y personales posteriores, la han atormentado a lo largo de los años». Después de su arresto en 2022 por conducir en estado de ebriedad, así como por cargos relacionados con homicidio involuntario, el exluchador de WWE Bill DeMott, cuya hija fue asesinada por un conductor ebrio, pidió a la promoción que la sacaran del WWE Hall of Fame. La llamada fue respaldada por Mark Henry, miembro del mismo. Sin embargo, Booker T, otro miembro del WWE Hall of Fame, se ha opuesto a ello, afirmando que no debería ser excluida porque no se lograría nada.
En 2023, la historia de Sytch y Chris Candido fue presentada en un episodio de Dark Side of the Ring. Durante el episodio, Jim Cornette describió el legado de Sytch como un «ascenso meteórico y una caída meteórica».

## Campeonatos y logros
- Cauliflower Alley Club
  - Other honoree (1996)

- Pro Wrestling Illustrated
  - PWI Manager of the Year (1996)

- Women Superstars Uncensored
  - WSU Championship (1 vez)

- World Wrestling Federation / WWE
  - Slammy Award (2 veces) 
    - Best Buns (1996)
    - Minds Behind the Mayhem (1996)

  - WWE Hall of Fame (2011)